# Skummeslövsstrand
Skummeslövsstrand ist ein Badeort in der Gemeinde Laholm in der schwedischen Provinz Hallands län. Der Ort hat einen hohen Anteil an Ferienhäusern. Bis 2010 war er eigenständiger Tätort mit zuletzt knapp 500 Einwohnern; seither gehört er zu Mellbystrand.

## Lage
Skummeslövsstrand liegt südlich des Zentrums von Mellbystrand in Richtung zwischen Båstad an der Südwestküste Schwedens. Der Strand des Ortes am Kattegat ist einer der letzten in Schweden, der noch mit Autos befahren werden darf.

## Infrastruktur
Es gibt in Skummeslövsstrand eine kleine Bäckerei sowie einen Lebensmittelladen. An Sporteinrichtungen stehen ein Golfplatz, ein Tennisplatz sowie ein Meerwasserschwimmbad zur Verfügung.